# U' pastizz 'rtunnar

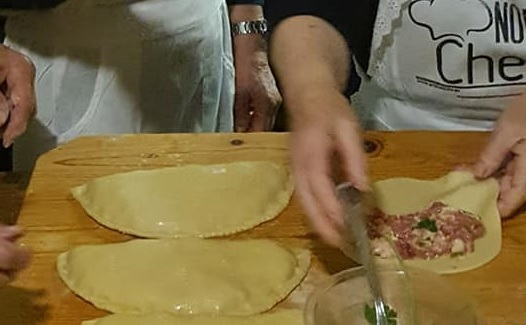
Preparación del U' pastizz r'tunnar

U' pastizz 'rtunnar, simplemente conocido como pastizz, es un tipo de calzone originario de la región de Basilicata.
Es un término dialectal lucano que significa aproximadamente el pastel de Rotondella, de donde se originó el producto. No debe confundirse con el pastizz de Malta. El ingrediente principal es el cerdo (o, más raramente, la carne de cabra), además de huevo y queso. La masa se obtiene mezclando harina de trigo duro, lardo de cerdo, agua, aceite de oliva y sal.
Sus orígenes se encuentran entre los siglos XVIII y XIX. Se preparó tradicionalmente en eventos particulares del año, cuando la disponibilidad de carne era mayor. Hoy se puede encontrar en panaderías, restaurantes, pizzerías y se vende como comida callejera.
Es reconocido como producto agroalimentario tradicional de la Basilicata.